# Birgit Hahn
Birgit Hahn, née le 29 juin 1958 à Mönchengladbach (Allemagne de l'Ouest), est une ancienne joueuse de hockey sur gazon allemande. Elle est médaillée d'argent aux Jeux de 1984.

## Carrière
Birgit Hahn est détentrice d'une médaille d'argent olympique en 1984.
Sa nièce est la joueuse de hockey sur gazon Lisa Altenburg.

## Palmarès

### Jeux olympiques
- médaille d'argent du tournoi féminin en 1984 à Los Angeles,  États-Unis